# 에리트레아 독립 전쟁
에리트리아 독립 전쟁(영어: Eritrean Independence war)은 에리트레아가 자결권과 독립을 달성하기 위한 무력 분쟁 및 분란전으로, 에티오피아의 통치로부터 에리트레아가 독립하는 것을 목표로 했다. 1961년에 시작된 이 전쟁에서 에리트레아 반군들은 하일레 셀라시에 치하의 에티오피아 제국, 그리고 나중에는 멩기스투 하일레 마리암 치하의 데르그의 통제로부터 에리트레아 속주를 해방하기 위해 유격전을 벌였다. 그들의 노력은 1991년 데르그 정권의 몰락으로 궁극적으로 성공했다.
에리트레아는 1880년대부터 1941년 제2차 세계 대전에서 이탈리아군이 연합군에게 패배할 때까지 이탈리아의 식민지였다. 이후 에리트레아는 1951년까지 잠시 영국 보호령이 되었다. 전쟁 후 유엔은 에리트레아의 미래를 결정하기 위해 회의를 열었고, 결국 에리트레아와 에티오피아 간의 연방제에 찬성 투표를 했다. 그 결과, 에리트레아는 에티오피아-에리트레아 연방의 구성 국가가 되었다. 이 연방제는 10년간 지속될 예정이었으며, 이 기간 동안 에리트레아는 자체 의회와 같은 제한적인 자치권을 가지면서도 에티오피아 황실의 통제 하에 있었다. 그러나 1950년대 동안 에리트레아의 자치권은 축소되었고, 이 지역은 제국 당국에 의해 사실상 경찰국가로 통치되었다. 에티오피아 통치에 대한 대중의 불만이 커지면서 1961년 에리트레아 해방전선(ELF)의 기치 아래 독립 운동이 일어났다.
1961년 9월, ELF의 수장 하미드 이드리스 아와테는 에리트레아 독립을 위한 무장 투쟁을 시작했다. 1962년 동안 연방제는 제국 정부에 의해 해산되었고 에리트레아는 에티오피아 제국에 공식적으로 병합되었다. 연방제의 해체는 많은 에리트레아인들이 자유를 달성하기 위한 ELF의 무장 투쟁을 지지하게 만들었다. 1960년대 에티오피아 제국군의 ELF에 대한 대분란전 캠페인은 민간인들을 테러화하여 반군에 대한 지역적 지지를 높였고 전쟁에 대한 큰 국제적 관심을 불러일으켰다. 1974년 에티오피아 혁명 이후, 멩기스투 하일레 마리암이 이끄는 데르그는 에티오피아 제국을 폐지하고 마르크스-레닌주의 공산국가를 수립했다. 데르그는 에리트레아인들과 싸우는 데 소련과 다른 공산 국가들의 지원을 받았다. ELF 또한 여러 국가들로부터 외교적, 군사적 지원을 받았다. 에리트레아 내전 중, EPLF는 1977년 ELF를 에리트레아에서 축출한 후 주요 해방 단체로 부상했다. EPLF는 이어서 오가덴 전쟁을 이용하여 에티오피아에 대한 소모전을 강화했다.
1980년대 말 멩기스투 정권이 쇠퇴하고 에티오피아 반군들에게 압도당하자, EPLF는 1991년 5월 에리트레아에 배치된 에티오피아군을 결정적으로 격파했다. EPRDF는 EPLF의 도움을 받아 한 달 후 수도 아디스아바바를 장악하면서 PDRE를 격파했다. 1993년 4월, 에리트레아인들은 에리트레아 독립 국민투표에서 거의 만장일치로 독립에 찬성표를 던졌고, 같은 해에 독립적이고 주권적인 에리트레아에 대한 공식적인 국제적인 인정이 이루어졌다.

## 배경
이탈리아는 1882년에 에리트레아를 식민지화하여 1941년까지 통치했다. 1936년에 이탈리아는 에티오피아를 침략하고, 그들의 식민 제국인 이탈리아령 동아프리카의 일부라고 선언했다. 이탈리아령 소말리아와 에리트레아도 총독이나 부왕이 통치하는 그 실체의 일부였다.
1941년 연합군에 의해 정복된 이탈리아령 동아프리카는 세분화되었다. 이탈리아령 소말리아는 식민지가 아닌 유엔 보호령으로서 이탈리아의 통치 하에 남아있다가 1960년에 영국령 소말릴란드와 통합하여 독립 국가 소말리아를 형성했다.
에리트레아는 제2차 세계 대전이 끝난 후부터 1951년까지 영국 보호령이 되었다. 그러나 영국이 떠난 후 에리트레아가 어떻게 될지에 대한 논의가 있었다. 유엔에 파견된 영국 대표단은 에리트레아를 종교적 분열선에 따라 기독교인은 에티오피아로, 무슬림은 수단으로 분할할 것을 제안했다. 1952년 유엔은 에티오피아의 주권 요구와 에리트레아의 독립 열망을 조화시키기 위해 에리트레아를 에티오피아에 연방제로 편입하기로 결정했다. 약 9년 후, 에티오피아 황제 하일레 셀라시에는 연방제를 해체하고 에리트레아를 병합하여 에리트레아에서 30년간의 무장 투쟁을 촉발했다.

## 혁명

에리트레아가 여전히 연방으로, 나중에는 병합된 상태였을 때의 에티오피아 지도

1960년대 동안 에리트레아 독립 투쟁은 이탈리아의 통치가 끝난 지 오래 후 에티오피아의 에리트레아 병합에 대한 저항으로 에리트레아 해방전선(ELF)에 의해 주도되었다. 에티오피아 군주제가 에리트레아 정부 내 무슬림에 대한 행동 또한 혁명에 기여했다. 처음에는 이 단체가 해방 운동을 민족 및 지리적 경계에 따라 분열시켰다. ELF의 초기 4개 지역 사령부는 모두 저지대였고 주로 무슬림으로 구성되었다. 무슬림 지배를 두려워하여 초기에 조직에 참여한 기독교인은 거의 없었다.
에티오피아 점령에 대한 불만이 커지면서 고지대 기독교인들이 ELF에 합류하기 시작했다. 기독교 자원봉사자들의 이러한 유입은 다섯 번째 (고지대 기독교인) 사령부 개설을 촉진했다. ELF 사령부 내의 내부 투쟁과 다양한 지역 그룹 간의 종파적 폭력은 조직을 분열시켰다.
전쟁은 1961년 9월 1일 아달 전투에서 하미드 이드리스 아와테와 그의 동료들이 에티오피아 점령군과 경찰과 교전하면서 시작되었다. 1962년에 하일레 셀라시에 황제는 일방적으로 연방제와 에리트레아 의회를 해산하고 국가를 병합했다.

## 전쟁 (1961–1991)

### 1960년대

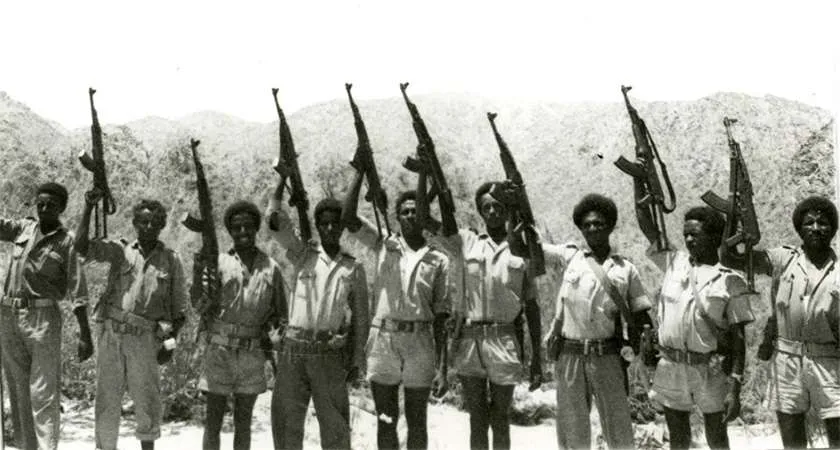
에리트레아 인민해방전선 전사들.

에리트레아 해방전선(ELF)은 1961년 소수의 망명 에리트레아인들에 의해 설립되었고, 그 지방의 전통적인 산적들처럼 제국 정부에 대한 게릴라 작전을 시작했다. 1966년까지 서부 및 해안 에리트레아의 많은 메마른 저지대에서 자유롭게 활동했다. 이 운동은 여러 아랍 국가들로부터 군사적 지원을 받았는데, 그 지도자들의 거의 대부분이 베니 아메르족 출신의 무슬림이었기 때문이다. 그러나 ELF의 지도부는 종종 무능했고, 순회하는 게릴라 부대와 망명한 지도자들 간의 통신은 기껏해야 산발적이었다. 그럼에도 불구하고, 수단을 통해 소형 무기와 훈련받은 귀환자들을 침투시켜 에리트레아에 있는 제국군을 괴롭힐 수 있었다. ELF는 대부분 무슬림으로 구성되었는데, ELF는 자신을 에리트레아를 해방하는 이슬람 조직으로 인식했고, 에리트레아를 주로 무슬림과 아랍인으로 묘사했다. 그러나 ELF는 기독교 에리트레아인들의 지지를 얻을 수 없었는데, 그들은 ELF를 에리트레아를 아랍 무슬림 국가로 만들려는 이슬람 운동으로 인식했기 때문이다.

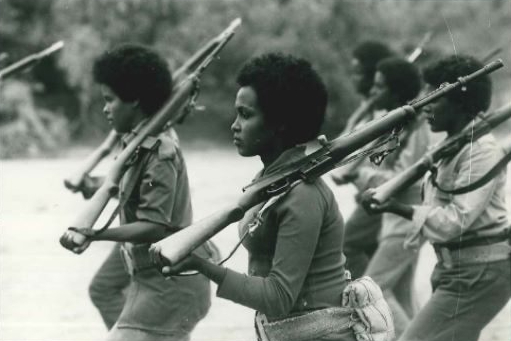
에리트레아 여성 전사들.

에리트레아에 본부를 둔 제국 에티오피아 육군 제2사단은 주기적으로 시골 지역을 휩쓸고 다녔다. 이스라엘에서 훈련받은 특공대 경찰은 육군보다 더 효율적이었다. 그러나 특공대 경찰은 중요한 시설을 보호하고 반군을 추적하기에는 수가 너무 적었다. 그리고 6,000명 규모의 제2사단은 더 나은 장비를 갖추고 수적으로 우세했지만, 에리트레아 경찰보다 효율성이 떨어졌다. 주로 에리트레아 외부 지방 출신의 에티오피아인들로 구성되었고, 에티오피아 병사들은 그 지역과 사람들에 대한 지식이 부족했다. 그들의 일반적인 전술은 마을을 불태우고, 용의자를 총살하고, 가축을 파괴하는 것이었다 – 이는 불만에 대한 전통적인 에티오피아의 대응 방식이었다.

### 1970년대

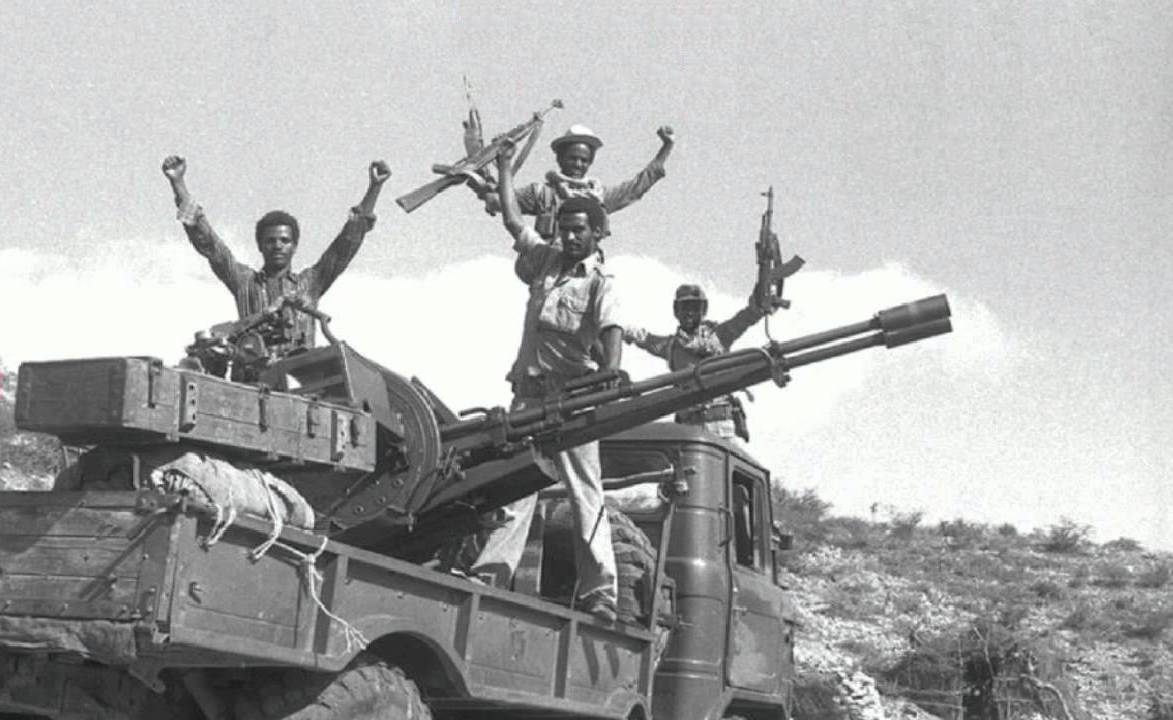
낙파 전투 후 EPLF 전사들이 GAZ-66 건 트럭 위에 서 있는 모습

1970년, ELF 회원들은 불화를 겪었고, 오스만 살레 삽베가 공동으로 대표하는 세 개의 작은 그룹이 분리되어 인민해방군을 형성했다. 첫 번째 그룹은 라마단 무함마드 누르가 이끌었으며, 티그레족 전사들로 구성되었는데, 이들은 ELF의 베니 아메르족이 지배하는 지도부에 의해 소외되었다고 느꼈다. 두 번째 그룹은 이사이아스 아페웨르키가 이끌었으며, 친아랍 및 이슬람주의적 입장을 이유로 1969년에 ELF에서 이탈한 기독교 전사들로 구성되었다. 세 번째이자 마지막 그룹은 전 수단군 부사관 아부 타이아라가 이끌었으며, 오벨 그룹이라 불렸고, ELF에서 자신들의 권력이 약화되는 것에 불만을 품고 개인적인 야망 때문에 이탈한 오랜 베테랑들로 구성되었다. 1973년 8월, 처음 두 그룹의 지도자들은 EPLF를 결성하기 위해 합류하기로 합의했다. 이 통합 조직의 지도자는 EPLF 사무총장 라마단 무함마드 누르였으며, 사무차장은 이사이아스 아페웨르키였다. EPLF는 ELF에 대항하여 치열한 내전을 벌이기 시작했다. 두 조직은 1975년에 대중의 뜻에 따라 화해하고 에티오피아에 대항하는 공동 작전에 참여하게 되었다. ELF는 다양한 국가들, 특히 중국으로부터 외교적, 군사적 지원을 받았는데, 중국은 1972년 에티오피아가 베이징을 중국의 합법적인 정부로 인정할 때까지 ELF에 무기와 훈련을 제공했다.

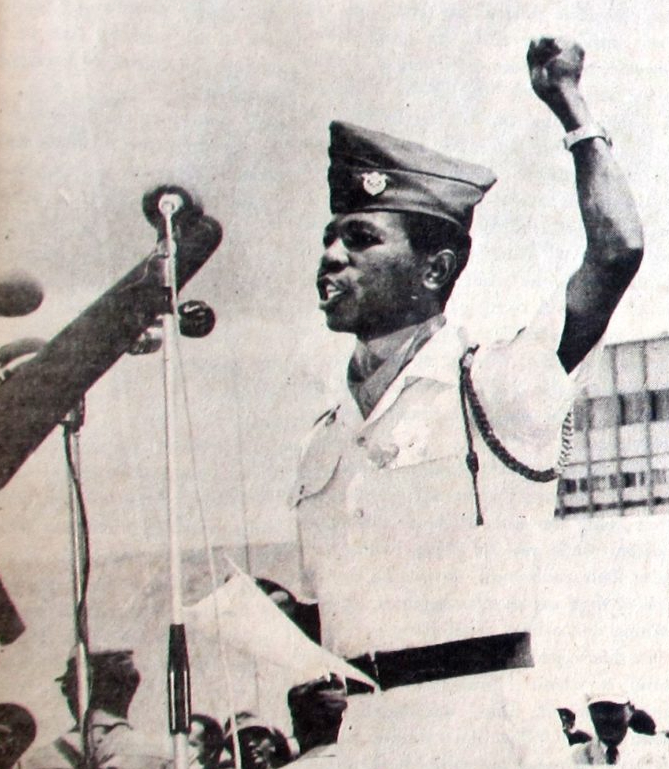
멩기스투 하일레 마리암 연설. 그는 1977년에 에티오피아의 독재자이자 확고한 지도자가 되어 에리트레아 분리주의를 진압하기 위한 잔혹한 캠페인을 계속했다.

1974년, 하일레 셀라시에 황제는 쿠데타로 축출되었다. 에티오피아 제국의 붕괴는 에리트레아 내전의 종식과 일치했다. 데르그라고 불리는 새로운 에티오피아 정부는 군사 독재 마르크스주의였다. 1974년 6월부터 11월 중순까지 당시 에리트레아 태생의 아만 안돔 장군의 통제하에 있던 데르그는 에리트레아에서 휴전을 선포했다. 휴전은 에리트레아인들이 무기를 내려놓고 분쟁에 대한 정치적 해결책을 찾도록 설득하는 것을 목표로 했다. 그럼에도 불구하고, 에티오피아 지도부 내에서 상충되는 정책들이 나타났다: 하나는 에리트레아에서 군사적 해결책을 옹호하고 다른 하나는 에리트레아인들에게 상당한 양보를 통해 정치적 해결책을 지지했다. 그러나 1974년 11월 24일 데르그 정권에 의한 안돔과 다른 관리들의 암살은 정치적 해결책 추구의 종말을 알렸다. 그 후, 멩기스투 하일레 마리암 중령 부의장 하에 에티오피아 정부는 에리트레아인들을 무력으로 진정시키는 방향으로 전환했다. 이러한 변화는 아스마라에서 테러 시대를 초래했으며, 1974년 말까지 50명 이상이 군에 의해 살해되어 공포 분위기를 조성했다.
1975년에 데르그는 에리트레아 반군을 진압하기 위해 10만 명의 농민군을 파견했다. 이 군대는 에리트레아 국경을 넘자마자 대부분 전멸당했다. 그 후 몇 년 동안 데르그는 반군에 대항하여 연패를 겪었다. 이 시기 동안 데르그는 무력만으로는 인구를 통제할 수 없었다. 수비대를 보충하기 위해 병력이 인구에 공포를 심어주는 임무를 띠고 파견되었는데, 여기에는 주로 에리트레아의 이슬람 지역인 셰브(She'eb), 히르지고, 엘라바레드, 옴 하제르 마을에서 일어난 학살도 포함되었고, 기독교인 지역에서도 학살이 일어났다. 인종, 종교, 계급에 상관없이 이처럼 잔혹한 민간인 학살이 나타나자 전쟁에 참여하지 않던 많은 에리트레아인들에게는 이것이 마지막 희망이었고, 이 시점에서 많은 사람들이 나라를 떠나거나 최전선으로 향했다.

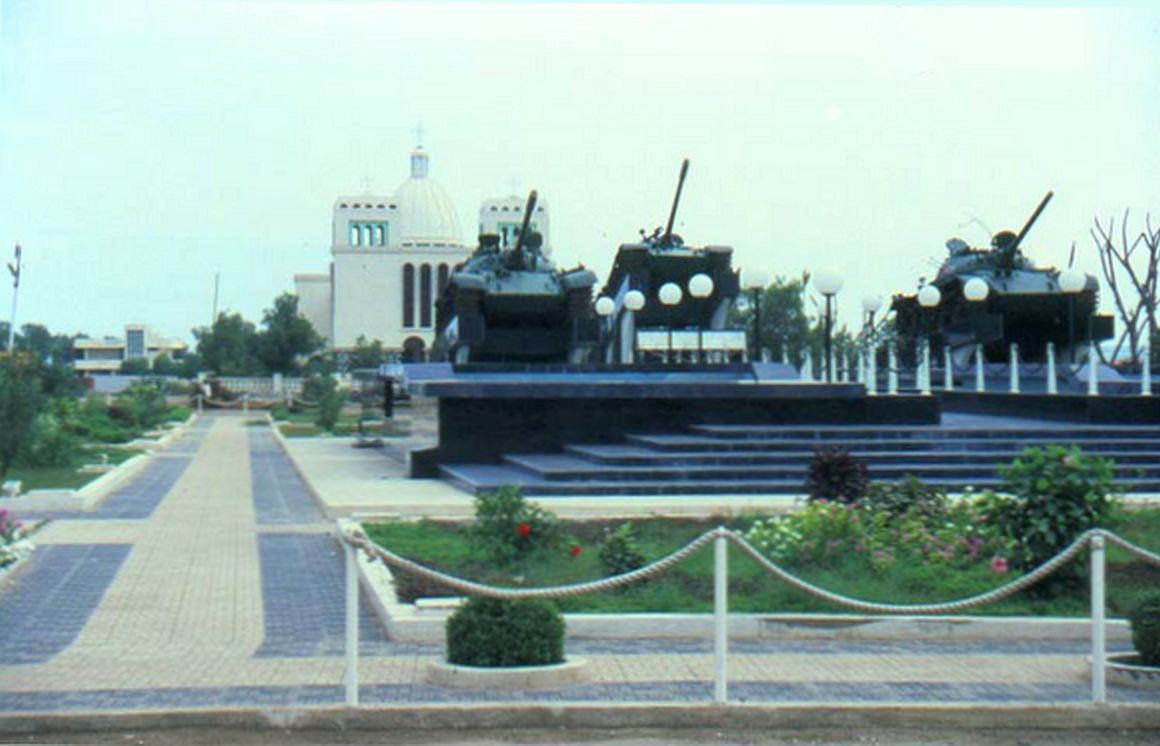
에리트레아 마사와의 전쟁 기념 광장

1975년부터 1977년까지 ELF와 EPLF는 에티오피아군보다 수적으로 우세했고, 낙파 포위전에서 에티오피아 주둔군을 압도하는 데 성공했다. 이는 에리트레아 전역에 걸쳐 에티오피아 주둔군의 사기를 크게 저하시켰고, 다음 몇 달 안에 EPLF는 아파벳, 케렌, 엘라보레드, 데켐하레를 장악했다. 마찬가지로 ELF는 옴하제르, 테세네이, 아고르닷, 멘데페라, 아디 콰라를 장악했다. 아스마라, 마사와, 아사브, 바렌투를 제외한 에리트레아 전역이 해방되었다.
1977년 에리트레아 반란군은 오가덴 전쟁으로 서부 소말리아 해방전선과 소말리아 국군에 맞서 싸우는 데르그의 몰두를 이용했다. 오가덴 전쟁이 끝나자마자 에티오피아군은 쿠바의 지원을 받아 에리트레아로 재배치되었고 ELF와 EPLF를 이전 몇 달 동안 해방했던 많은 지역에서 축출했다. 소말리아 작전에서 사용된 상당한 병력과 군사 장비를 사용하여 에티오피아군은 주도권을 되찾았다. 이 시기에는 바렌투 포위전과 제1차 마사와 전투와 같은 주목할 만한 군사 교전이 발생했다. 에리트레아인들은 1984년까지 주도권을 되찾지 못했다.

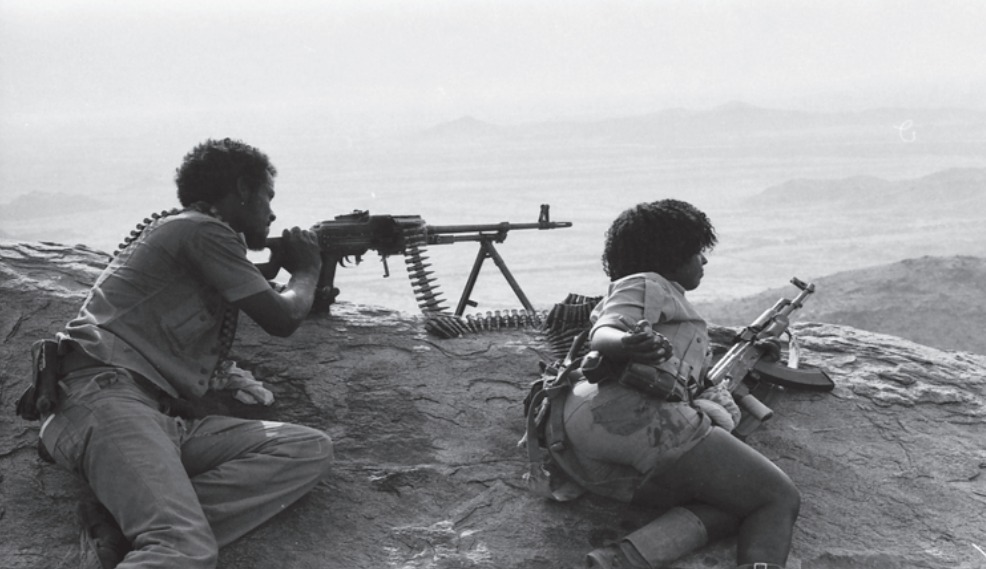
EPLF 전투기.

1978년 5월, 인접한 티그라이의 새로 건설된 메켈레 비행장을 이용하여 에티오피아 공군은 ELF와 EPLF가 점령한 에리트레아 지역에 대한 집중 폭격을 시작했다. 목표물 중 상당수는 군사 목표였지만, 폭격기들은 도시, 마을, 가축 떼도 공격했다. 지상 공격은 7월에 시작되었고, 몇 주 만에 ELF와 EPLF가 에리트레아 남부와 중부에서 점령했던 모든 도시를 탈환했다. 두 번째 공격은 1978년 11월에 시작되었고, 마사와를 구원하고 케렌을 탈환하는 것을 목표로 했다. 대규모 기갑 부대를 포함하여 훨씬 더 큰 규모의 군대가 배치되었다. 11월 25-26일, 엘라바레드에서 EPLF와의 거대한 이틀간의 전투가 있었는데, 이는 결론 없이 끝났다. 그러나 EPLF는 심한 피해를 입고 케렌과 인근 마을을 버리고 사헬 산악 지대로 후퇴하기로 결정했는데, 이곳은 최후의 항전을 하기에 적합한 지형이었다. 이것을 "전략적 철수"라고 불렀다. 첫 번째 공격의 주요 타격을 받은 ELF는 새로 해방된 지역에서 철수하는 것을 거부했다. 에티오피아군과 계속 교전하여 퇴각하지 않음으로써 ELF는 군사적 패배를 자초했다.

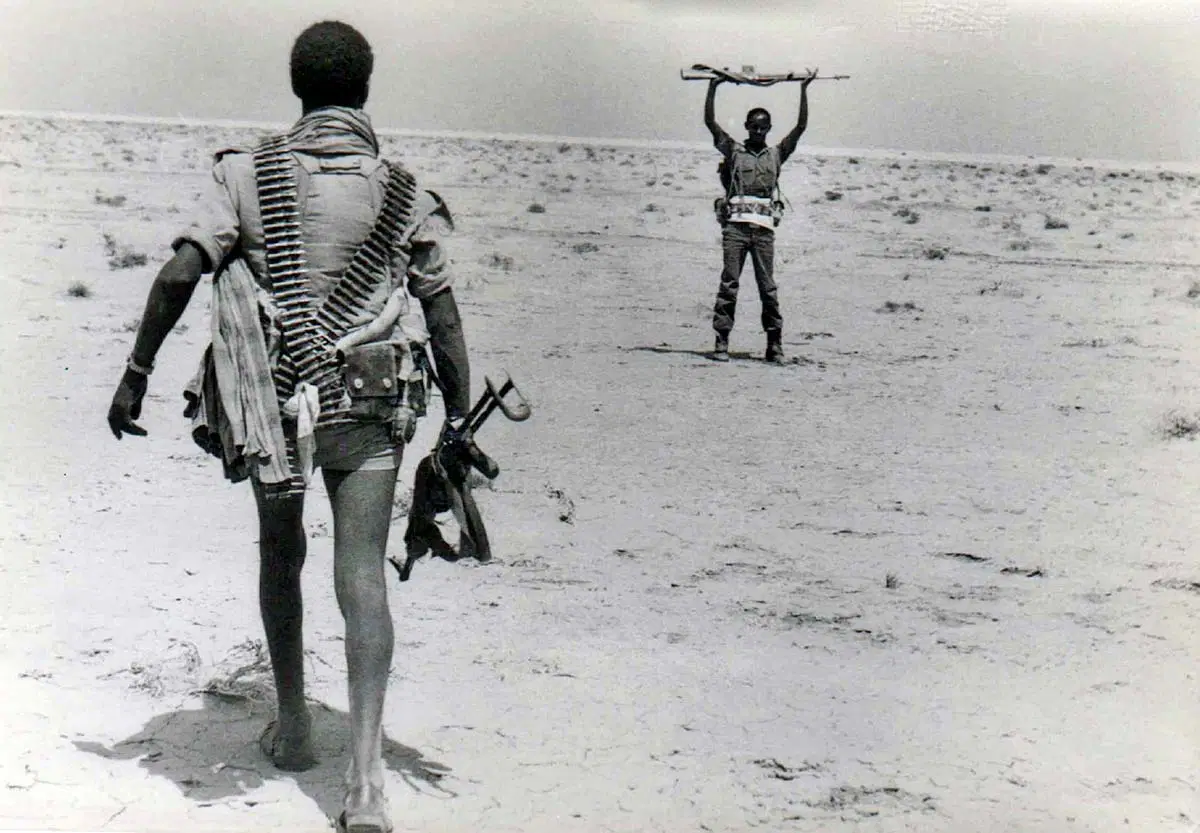
에티오피아 병사가 EPLF 전사에게 항복하는 모습.

세 번째 공세는 1979년 1월에서 2월 사이에 이루어졌으며, EPLF가 "해방 지역"을 설정하고 방어선을 구축하기 시작한 사헬 지구의 본부인 낙파에 대한 삼면 공격으로 구성되었다. 공격에 직면하여 더 많은 지역이 대피되었고, EPLF는 기반 시설을 더 체계적으로 해체하고 제거할 수 있었다.
네 번째 공세는 1979년 3월에 낙파를 향해 시작되었고, 다섯 번째 공세는 7월에 시작되었다. 육군 참모총장은 "수풀에 숨어있는 분리주의 산적 잔당의 시대는 끝났다"는 제목의 신문 기사를 통해 완전한 승리를 예견했다. 공격에는 50,000명 이상의 병력이 대량의 장갑차와 함께 배치되었다. 대부분의 공격은 목표물에 훨씬 못 미쳐 파괴되었다. 7월 14일에서 22일 사이에 육군은 약 6,000명의 사망자를 냈고, 게릴라는 약 2,500명의 사상자를 냈다.
1979년 12월, 낙파를 향해 시작된 또 다른 공세는 정부군에게 참패와 도주로 끝났다. EPLF는 반격하여 아파벳에 있는 정부군 본부까지 밀어붙였다.

### 1980년대

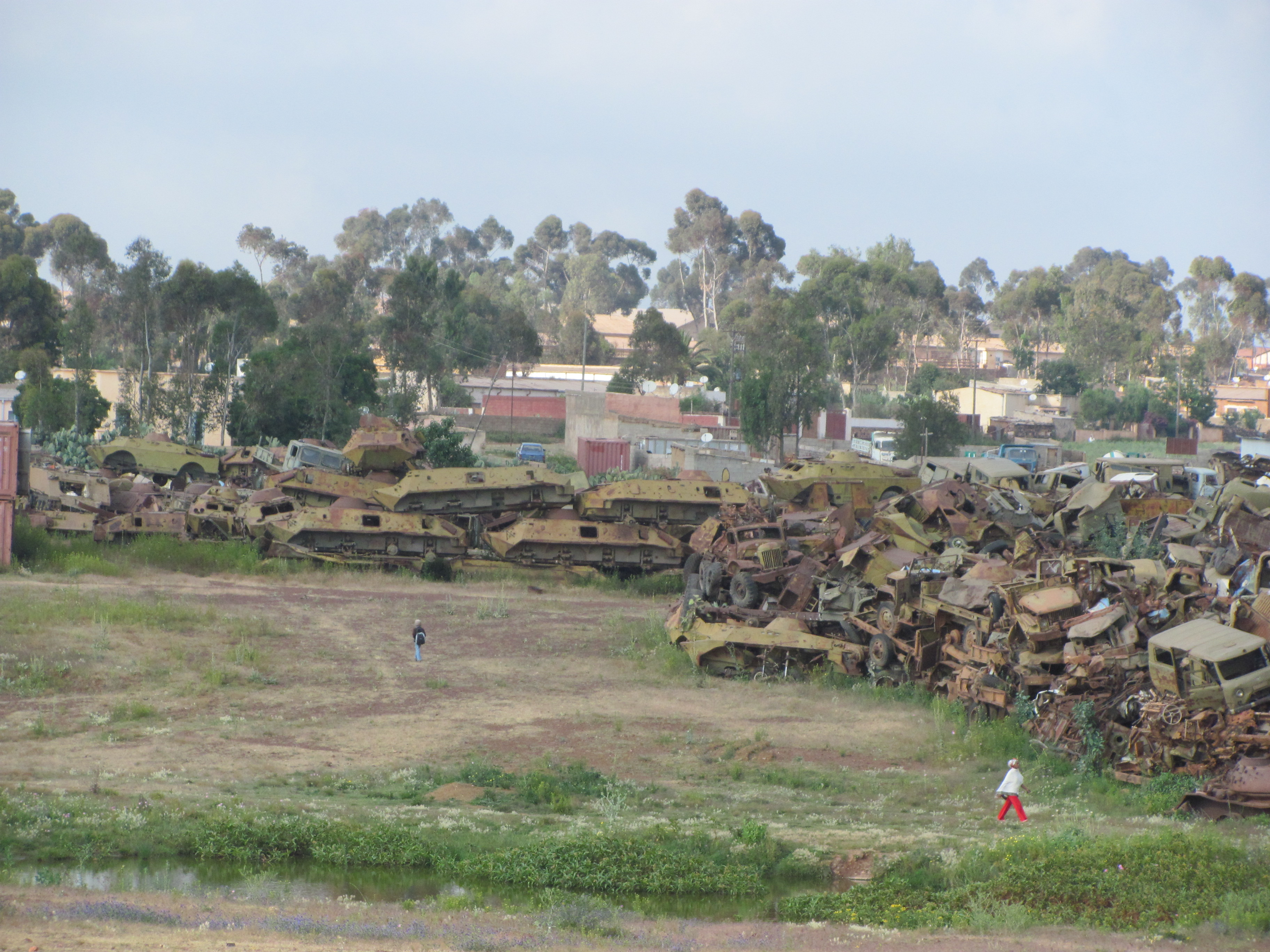
아스마라 전차 묘지의 넓은 전경

1980년 12월, 정부는 비교적 소규모 공격을 감행했지만, 군사적 성과 없이 끝났다. 1981년에는 대규모 군사 공세가 없었다.
1975년부터 유지되던 EPLF와 ELF의 동맹은 깨지기 시작했고, 급기야 돌이킬 수 없는 분열로 발전했다. 1980년 8월과 같이 두 그룹 간에 일부 무력 충돌이 있었지만, ELF의 군사적 약점 때문에 대규모 내전은 피할 수 있었다. 티그라이 인민 해방 전선(TPLF)은 ELF 진지에 대한 EPLF의 공격을 지원했다. 대부분의 ELF 전사들은 수단으로 후퇴했고, 그곳에서 수단 정부에 의해 억류되고 무장 해제되었다. 마지막 주요 그룹은 1981년 수단 동부의 카라콘에 도착했다.

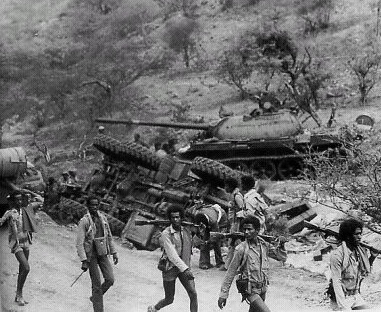
파괴된 에티오피아 전차와 EPLF 무장단체.

1980-81년의 비교적 소강상태 이후, 1982년은 에리트레아에서 현재까지 최악의 전쟁의 해가 되었는데, 정부가 EPLF를 진압하기 위한 전면적인 시도를 했기 때문이다. 이는 중동 지역에서 계획된 미국의 "브라이트 스타" 훈련에 대응하여 붉은 별 작전으로 명명되었다. 멩기스투 하일레 마리암은 직접 공세를 감독하기 위해 아스마라로 갔다. 붉은 별 작전은 에리트레아에 배치된 역사상 가장 많은 병력을 동원했는데, 80,000명 이상이 EPLF 기지 공격에 참여했다. 에티오피아군의 강제 징집된 병사들은 단순히 수적인 우세로 반군 진지를 압도할 수 있기를 바라며 낙파 주변의 EPLF 진지에 대한 대규모 공격에 사용되었다. 이 공세에는 전례 없는 공군력 사용과 독가스 사용이 포함되었다. EPLF는 전투원들에게 수제 방독면을 장비해야 했다. EPLF에 막대한 사상자를 입혔음에도 불구하고, 에티오피아군은 반군 진지를 뚫는 데 실패했다. 붉은 별 공세는 실패했다. 1982년 5월까지 낙파를 점령하는 데 실패했으며, 6월 20일에는 비공식적으로 포기되었다. EPLF는 심지어 반격하여 정부군 전선을 뒤로 밀어낼 수 있었다. 대대적인 홍보와 함께 시작된 이 공세는 정부 언론의 완전한 침묵 속에서 끝났다.
1983년, 정부는 3월 케렌 북쪽의 할할 전선에서 공격을 시작했다. 홍보 부족으로 인해 "은밀한 공세"로 알려진 이 공세에서 정부군은 EPLF 전선을 점령하는 데 성공했지만 반군에게 심각한 패배를 입히지는 못했다. 이 시점에서 에티오피아군은 90,000명의 사상자를 냈다.

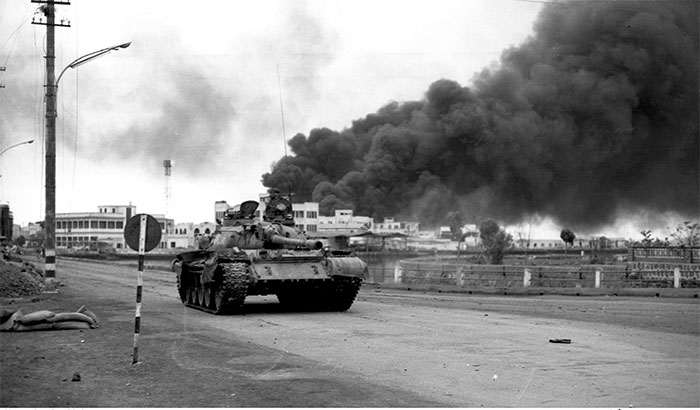
1980년대 말, 버려진 에티오피아군의 T-55 전차.

1984년 초, EPLF는 공세로 전환하여 상당한 이득을 얻었다. 정부는 이에 대응하여 또 다른 공습을 감행하고, 10월 27일에는 에리트레아군에 막대한 사상자를 입히고 원래 전선으로 퇴각하게 만든 공세를 시작했다.
1985년 여름, EPLF는 다시 공세로 전환하여 바렌투 마을에서 에티오피아군을 몰아냈다. 데르그는 새로 징집된 병사들을 보내 바렌투에 참호 방어선을 구축한 에리트레아인들에게 투입하여 그들을 몰아냈지만, 이는 에티오피아군에게 상당한 사상자를 낸 값비싼 승리였다.
1986년에 데르그는 "홍해 공세"를 시작하여 낙파를 점령하기 위해 EPLF의 전선을 공격했다. 사헬에서의 대규모 공중 지원과 공수 부대 사용에도 불구하고, 에티오피아군은 격퇴되었다. 티그라이, 월로, 그리고 에티오피아의 다른 지역에서 반란이 악화되기 시작하면서, 정부는 더 이상 에리트레아에서 대규모 공세를 수행할 자원이 없었고 다른 지역에도 집중해야 했다.
1988년 아파벳 전투에서 EPLF는 아파벳과 그 주변을 점령했는데, 이곳은 당시 에리트레아 북동부의 에티오피아군 본부였다. 이로 인해 에티오피아군은 테세네이, 바렌투, 아고르닷의 주둔지에서 철수하여 에리트레아 서부 및 북부 전역을 EPLF의 손에 넘겨주었다. 그 후 EPLF 전투기들은 에리트레아에서 두 번째로 큰 도시인 케렌 주변에 자리 잡았다.

### 1990년대

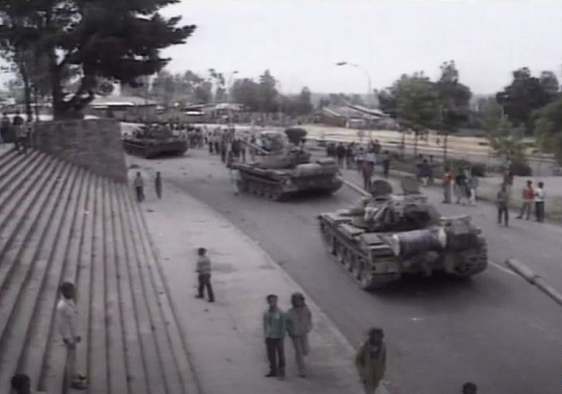
반군 전차들이 에티오피아 수도 아디스아바바에 진입하는 모습.

소련은 멩기스투에게 국방 및 협력 협정을 갱신하지 않을 것이라고 통보했다. 소련의 지원과 보급이 중단되자 에티오피아군의 사기는 급격히 떨어졌고, EPLF는 다른 에티오피아 반군들과 함께 에티오피아 진지를 향해 진격하기 시작했다.
1990년 2월, EPLF는 마사와를 점령하기 위해 펜킬 작전을 시작했다. 에티오피아 수비대는 EPLF가 해군 병력을 사용하여 에티오피아군을 격퇴할 때까지 처음에는 맹렬한 저항을 보였다. 에리트레아인들은 에티오피아의 방어선을 돌파하고 도시를 점령할 수 있었다. EPLF의 마사와 점령 이후, 에티오피아 정부는 도시에 파괴적인 공습을 감행했다. 집속탄의 사용으로 수백 명의 민간인이 사망했다.

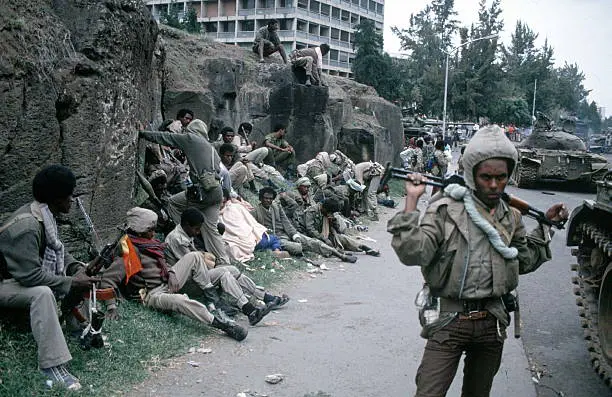
아디스 아바바의 EPRDF 전사들.

1991년, EPRDF는 수도를 향해 진격하기 시작했고, 멩기스투 하일레 마리암은 나라를 떠나야 했다. 1991년 5월까지 반군들은 아디스아바바를 점령하고 정부를 전복시켰다. 거의 동시에, 아스마라에 주둔한 에티오피아 수비대는 와해되었고, 수만 명의 전사들이 항복하거나 탈영하여 EPLF 전사들이 5월 24일 도시에 진입할 수 있게 했다. 마지막 전투는 5월 25일 아사브에서 EPLF가 정부 충성파의 마지막 잔당들을 격파했을 때 일어났다.

## 평화회담
전 미국 대통령 지미 카터는 일부 미국 정부 관리들과 유엔 관리들의 도움을 받아 1989년 9월 애틀랜타, 조지아주에 있는 카터 대통령 센터가 주최한 EPLF와의 평화 회담에서 중재를 시도했다. 에티오피아 인민민주공화국(PDRE) 부총리 아샤그레 이글레투는 나이로비에서 EPLF와 1989년 11월 평화 협상을 협상하고 서명하는 데 도움을 주었으며, 지미 카터와 알-아민 무함마드 세이드도 함께했다. 그러나 협상이 서명된 직후, 적대 행위가 다시 시작되었다. 이글레투는 또한 1989년 11월과 1990년 3월에 로마에서 TPLF 지도자 멜레스 제나위와의 평화 회담에서 에티오피아 정부 대표단을 이끌었다. 그는 또한 1991년 3월까지 워싱턴 D.C.에서 EPLF와의 평화 회담에서 에티오피아 대표단을 다시 이끌려고 시도했다.

## 인식

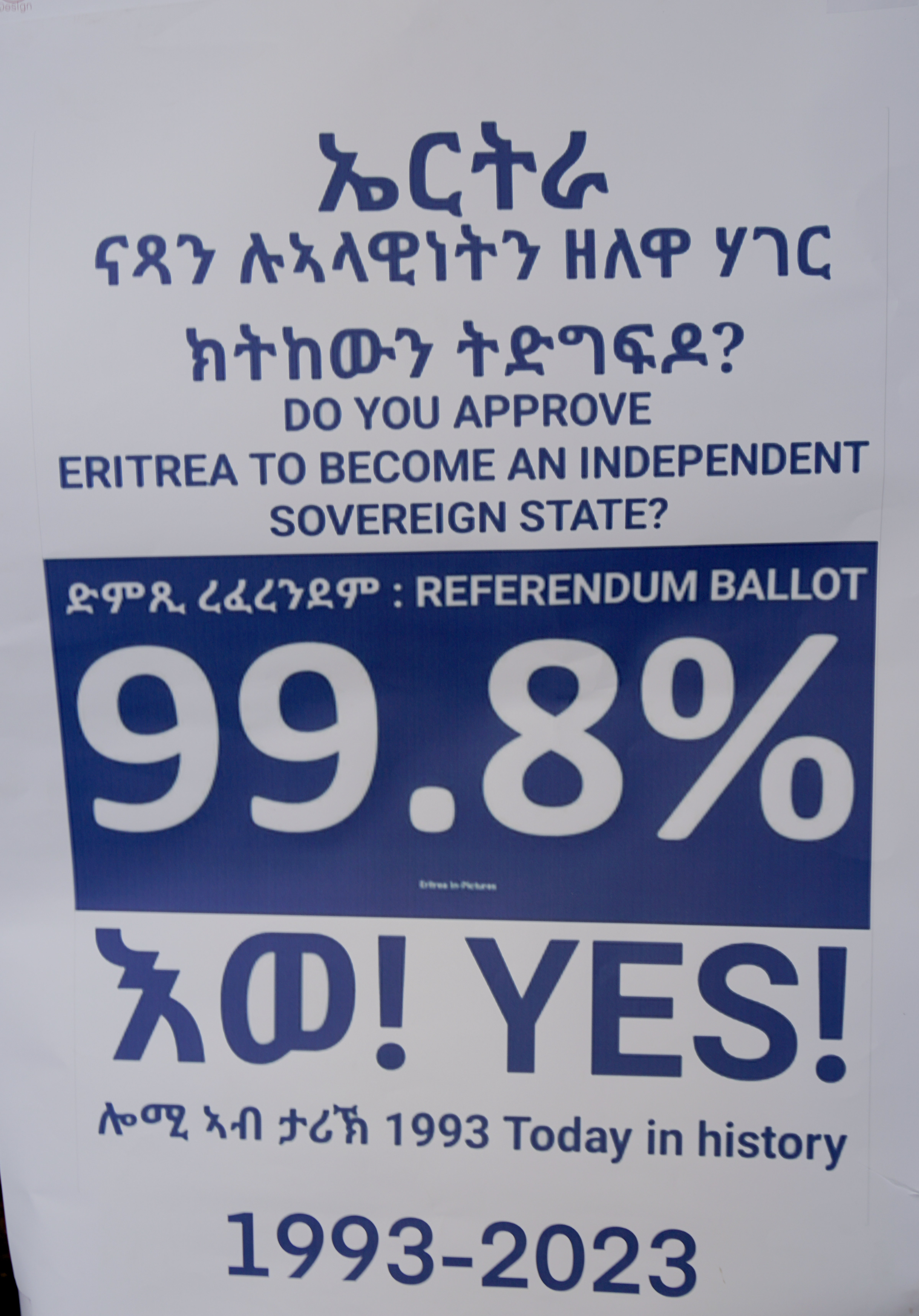
2023년 에리트레아 독립 투표 기념 포스터

냉전 종식 후, 미국은 1991년 5월 멩기스투 정권 몰락 몇 달 전 워싱턴 D.C.에서 열린 평화 회담에서 촉진적인 역할을 했다. 5월 중순, 멩기스투는 에티오피아 정부 수장직에서 물러나 짐바브웨로 망명했고, 아디스아바바에 임시 정부를 남겨두었다. 1991년 7월 1-5일 에티오피아에 과도 정부를 수립하기 위한 회의에 미국의 고위 대표단이 아디스 아바바에 참석했다. 에리트레아에서 에티오피아군을 격파한 EPLF는 참관인으로 참석하여 새로운 TPLF 주도 과도 정부와 에리트레아와 에티오피아의 관계에 대해 논의했다. 이 회담의 결과는 에티오피아인들이 에리트레아인들의 독립 국민투표 권리를 인정하는 합의였다. 국민투표는 1993년 4월에 실시되었고, 에리트레아 국민들은 거의 만장일치로 독립에 찬성했으며, 국민투표의 공정성은 UN 에리트레아 국민투표 검증단 (UNOVER)에 의해 검증되었다. 1993년 5월 28일, 유엔은 공식적으로 에리트레아를 회원국으로 인정했다. 다음은 국민투표 결과이다.
| 선택                             | 표        | %     |
| -------------------------------- | --------- | ----- |
| 찬성                             | 1,100,260 | 99.83 |
| 반대                             | 1,822     | 0.17  |
| 무효/백지 투표                   | 328       | -     |
| 총계                             | 1,102,410 | 100   |
| 등록 유권자/투표율               | 1,156,280 | 98.52 |
| 출처: 아프리카 선거 데이터베이스 |           |       |

| 지역          | 에리트레아가 독립 주권 국가가 되는 것을 원하십니까? | 에리트레아가 독립 주권 국가가 되는 것을 원하십니까? | 에리트레아가 독립 주권 국가가 되는 것을 원하십니까? | 총계    |
| 지역          | 찬성                                                | 반대                                                | 미집계                                              | 총계    |
| ------------- | --------------------------------------------------- | --------------------------------------------------- | --------------------------------------------------- | ------- |
| 아스마라      | 128,443                                             | 144                                                 | 33                                                  | 128,620 |
| 바르카        | 4,425                                               | 47                                                  | 0                                                   | 4,472   |
| 덴칼리아      | 25,907                                              | 91                                                  | 29                                                  | 26,027  |
| 가시-세티트   | 73,236                                              | 270                                                 | 0                                                   | 73,506  |
| 하마시엔      | 76,654                                              | 59                                                  | 3                                                   | 76,716  |
| 아켈레 구자이 | 92,465                                              | 147                                                 | 22                                                  | 92,634  |
| 사헬          | 51,015                                              | 141                                                 | 31                                                  | 51,187  |
| 셈하르        | 33,596                                              | 113                                                 | 41                                                  | 33,750  |
| 세라예        | 124,725                                             | 72                                                  | 12                                                  | 124,809 |
| 센히트        | 78,513                                              | 26                                                  | 1                                                   | 78,540  |
| 자유 투사     | 77,512                                              | 21                                                  | 46                                                  | 77,579  |
| 수단          | 153,706                                             | 352                                                 | 0                                                   | 154,058 |
| 에티오피아    | 57,466                                              | 204                                                 | 36                                                  | 57,706  |
| 기타          | 82,597                                              | 135                                                 | 74                                                  | 82,806  |
| %             | 99.79                                               | 0.17                                                | 0.03                                                |         |

## 같이 보기
- 에리트레아 내전
- 에리트레아 독립 전쟁 중 일어난 학살 목록

## 내용주
1. ↑  (1974–1991)
2. ↑  (1977–1991)
3. ↑  1977–1991

### 참고 문헌
- Gebru Tareke (2009). 《The Ethiopian Revolution: War in the Horn of Africa》. New Haven, CT: 예일 대학교 출판부. ISBN 978-0-300-14163-4.
- Johnson, Michael; Johnson, Trish (1981). 《Eritrea: The National Question and the Logic of Protracted Struggle》. 《아프리카 어페어스》 80. 181–195쪽. doi:10.1093/oxfordjournals.afraf.a097304. JSTOR 721320.
- Keller, Edmond J. (1992). 《Drought, War, and the Politics of Famine in Ethiopia and Eritrea》. 《더 저널 오브 모던 아프리칸 스터디스》 30. 609–624쪽. doi:10.1017/s0022278x00011071. JSTOR 161267. S2CID 154671218.
- Charles G. Thomas and Toyin Falola. 2020. "The Anomaly of Eritrean Secession, 1961-1993." in Secession and Separatist Conflicts in Postcolonial Africa. University of Calgary Press.